# Dhaka (division)
Pour les articles homonymes, voir Dhaka.
La division de Dhâkâ est une des huit divisions administratives du Bangladesh.

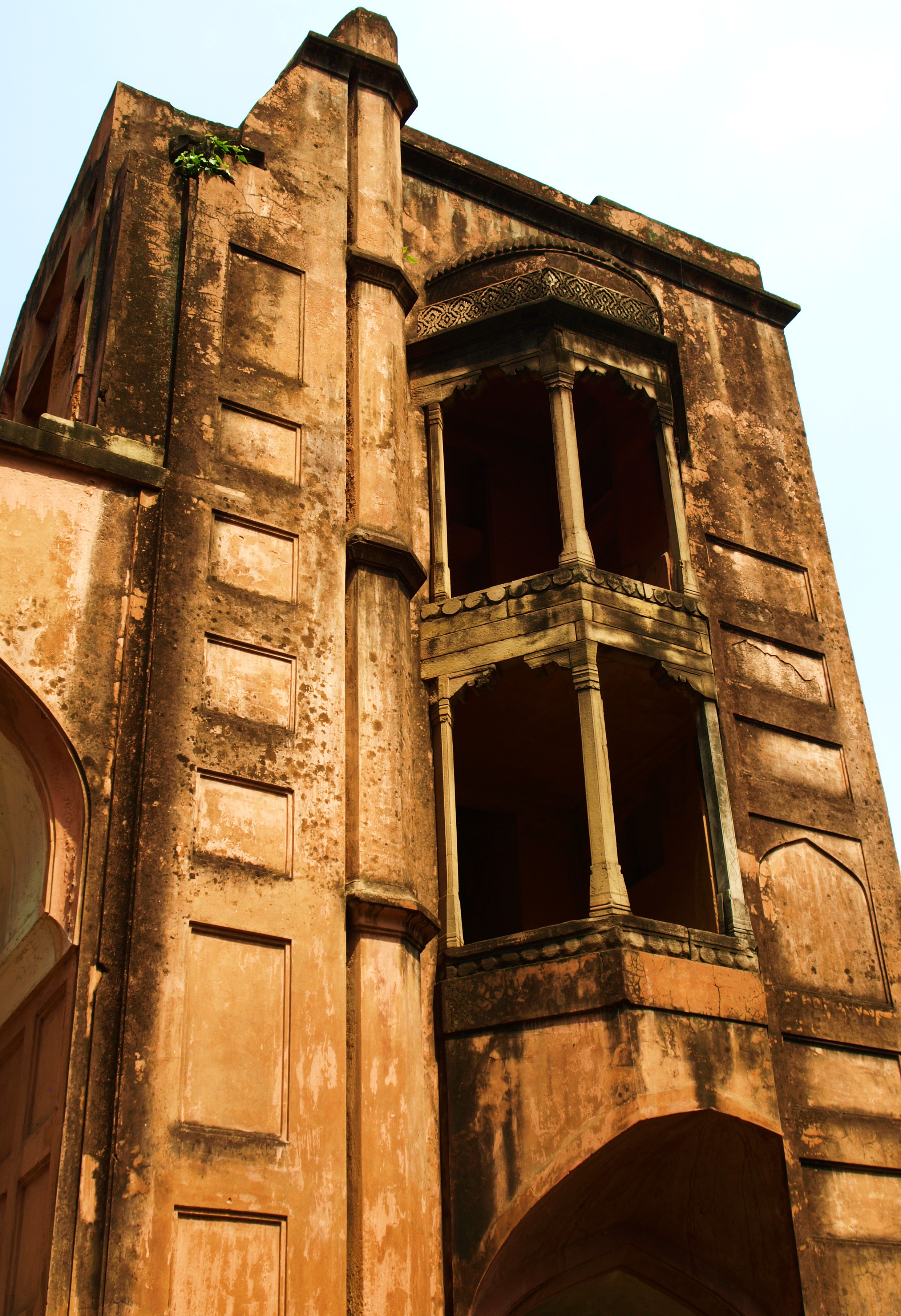
Ruines du fort de Lalbagh

## Histoire
En 2015, les districts de Jamalpur, Mymensingh, Netrokona et Sherpur sont détachés de la division de Dhaka pour former la nouvelle division de Mymensingh.

## Divisions administratives
| District    | Upazila | Union | Village | Municipalité | Population |
| ----------- | ------- | ----- | ------- | ------------ | ---------- |
| Dhaka       | 27      | 75    | 1 864   | 3            | 8 511 228  |
| Faridpur    | 8       | 79    | 18 064  | 4            | 1 756 470  |
| Gazipur     | 5       | 45    | 1 162   | 2            | 2 031 891  |
| Gopalganj   | 5       | 68    | 880     | 4            | 1 165 273  |
| Kishoreganj | 13      | 105   | 1 794   | 4            | 2 594 554  |
| Madaripur   | 4       | 57    | 1 039   | 3            | 1 146 349  |
| Manikganj   | 7       | 65    | 1 652   | 1            | 1 285 080  |
| Munshiganj  | 6       | 67    | 911     | 2            | 1 293 972  |
| Narayanganj | 5       | 47    | 1 379   | 2            | 2 173 948  |
| Narsingdi   | 6       | 69    | 1 059   | 3            | 1 895 984  |
| Rajbari     | 4       | 42    | 984     | 3            | 951 906    |
| Shariatpur  | 6       | 64    | 1 235   | 5            | 1 082 300  |
| Tangail     | 11      | 103   | 2 425   | 8            | 3 290 696  |
| 17          | 141     | 1236  | 25 283  | 64           | 39 044 716 |